# Rijnenburg (polder)
Rijnenburg is een poldergebied in de Nederlandse gemeente Utrecht. Het ligt onmiddellijk ten zuidwesten van het knooppunt Oudenrijn. De A12 en de A2 vormen de noord- en oostgrens van dit gebied. In het zuiden grenst Rijnenburg aan de gemeente IJsselstein. De Meerndijk met daarover de N228 van De Meern naar Gouda is de westgrens.
Het gebied is vernoemd naar het voormalige Kasteel Rijnenburg aan de Nedereindseweg. Tot en met het jaar 2000 lag het zuidelijk deel van dit poldergebied, waaronder de Nedereindseweg, in de gemeente Nieuwegein. Het noordelijk deel van het gebied lag in de gemeente Vleuten-De Meern. Bij de gemeentelijke herindeling op 1 januari 2001 zijn de beide delen samengevoegd tot de buurt Rijnenburg binnen de Utrechtse wijk Vleuten-De Meern. De grenzen van deze buurt zijn zo getrokken dat het Knooppunt Oudenrijn geheel hierbinnen valt.

## Bebouwing

### Bestaande bebouwing
Het aantal inwoners van Rijnenburg schommelt al jaren rondom 250. De meeste woningen staan aan de Nedereindseweg. Deze 6 km lange weg bestaat uit twee delen. Het deel van 2 km ten oosten van het viaduct onder de A2 ligt in de bebouwde kom van Nieuwegein, het westelijk deel van 4 km in Rijnenburg. Direct ten westen van genoemd viaduct komt de Ringkade uit op de Nedereindseweg. Deze Ringkade leidt naar een kleine bebouwingsconcentratie in de Heicopse Polder. Deze polder maakt deel uit van Rijnenburg. In het noorden van deze polder, dicht bij de A12, liggen ten slotte enkele woningen aan de Heycopperkade. Het totaal aantal woningen in de Heicopse Polder is minder dan tien.

### Toekomstige bebouwing
De Vinex-locatie Leidsche Rijn ten noorden van de A12 zal omstreeks 2020 zijn volgebouwd. Rijnenburg zou dan vervolgens in aanmerking komen voor verdere stadsuitbreiding van Utrecht. Jarenlang is er discussie gevoerd, met name tussen de gemeente en provincie Utrecht, over het aantal woningen waarvoor het gebied ruimte zou bieden. De stand van zaken in 2017 was dat hier tot circa 2028 geen nieuwe woonwijk zal komen. In 2024 was dat plan gewijzigd, de gemeente ging ervan uit dat er in 2035 gestart kan worden met de bouw van 22.000 tot 25.000 woningen.

## Windturbines
Na het eerder mislukken van het plaatsen van windmolens in Lage Weide, besloot de gemeente Utrecht dat er in Rijnenburg ten minste 12 windmolens met een hoogte van 235 meter zullen komen. Hiervoor sloegen de coöperatie De Windvogel en energieleverancier Eneco de handen ineen en vormden zij samen RijneEnergie. Bij het ontwerpproces werden omwonenden betrokken, maar zij stapten voortijdig uit het participatieproces. De wethouder verweet hen vooringenomenheid en een eigen agenda tegen windmolens. Er bleef echter weerstand onder de omwonenden. De actiegroep Buren van Rijnenburg haalde 1500 handtekeningen op tegen de plaatsing van windmolens. De ondertekenaars zijn, buiten het dunbevolkte Rijnenburg, voornamelijk te vinden in de aangrenzende buurten van Nieuwegein, IJsselstein en De Meern. Het bestemmingsplan is in 2024 vastgesteld door de gemeenteraad. Het aantal turbines was inmiddels teruggebracht tot vier. De turbines worden maximaal 270 meter hoog. Ook in polder Reijerscop worden windturbines geplaatst, op termijn ook in opdracht van de gemeente Woerden.

## Heicopse Polder en Lange Vliet
Een van de polders in dit gebied is de Heicopse Polder. In 1385 werd begonnen aan de aanleg van een ongeveer 20 km lang afwateringskanaal, de Heicop. Door deze watergang werd het overtollige water uit de polders ten zuiden van De Meern afgevoerd naar de rivier de Vecht bij Breukelen. Het eerste deel, tot aan de Leidse Rijn in De Meern, draagt de naam Lange Vliet. Het voormalige waterschap 'Heycop genaamd De Lange Vliet' was belast met het onderhoud hiervan. De Lange Vliet is nog nagenoeg geheel aanwezig in het landschap. Zie ook de artikelen Waterschap Heycop en Geschiedenis van De Meern.